# Hochofen (Stadtsteinach)
Hochofen (früher auch Unterhammer oder Unterer Eisenhammer genannt) ist ein Gemeindeteil der Stadt Stadtsteinach im Landkreis Kulmbach (Oberfranken, Bayern). Hochofen liegt in der Gemarkung Stadtsteinach.

## Geografie
Der Weiler liegt an der Unteren Steinach am südlichen Rande des Frankenwaldes. Ein Anliegerweg führt nach Stadtsteinach (0,6 km südwestlich) bzw. nach Mittelhammer (0,8 km nördlich).

## Geschichte
Gegen Ende des 18. Jahrhunderts bestand Hochofen aus vier Anwesen (Hochofen mit Drahthammer und Marmorschleife, Schäfersmühle). Das Hochgericht übte das bambergische Centamt Stadtsteinach aus. Das Kastenamt Stadtsteinach war Grundherr der Anwesen.
Mit dem Gemeindeedikt wurde Hochofen dem 1808 gebildeten Steuerdistrikt Stadtsteinach und der 1811 gebildeten Ruralgemeinde Stadtsteinach zugewiesen.

### Einwohnerentwicklung
| Jahr      | 001861 | 001871 | 001885 | 001900 | 001925 | 001950 | 001961 | 001970 | 001987 |
| Einwohner | 15     | 16     | 11     | 19     | 20     | 32     | 24     | 24     | 18     |
| Häuser    |        |        | 1      | 2      | 2      | 3      | 3      |        | 3      |
| Quelle    | [ 10 ] | [ 11 ] | [ 12 ] | [ 13 ] | [ 14 ] | [ 15 ] | [ 16 ] | [ 17 ] | [ 1 ]  |

## Religion
Hochofen ist katholisch geprägt und nach St. Michael (Stadtsteinach) gepfarrt.